# ألان باريس
ألان باريس (بالإنجليزية: Alan Paris)‏ (15 أغسطس 1964 في المملكة المتحدة - ) هو لاعب كرة قدم بريطاني في مركز الدفاع. لعب مع ليستر سيتي ونادي بيتربورو يونايتد ونادي واتفورد ونوتس كاونتي ونادي سلاو تاون.

## وصلات خارجية
- ألان باريس على موقع قاعدة بيانات كرة القدم.إي يو (الإنجليزية)